# مارک والترز
مارک والترز (به انگلیسی: Mark Walters) بازیکن فوتبال زادهٔ ۲ ژوئن ۱۹۶۴ اهل انگلستان بود که سابقهٔ بازی در تیم ملی فوتبال انگلستان را در کارنامهٔ خود دارد. وی در تاریخ ۳ ژوئن ۱۹۹۱ تنها بازی ملی خود را در مقابل تیم ملی فوتبال نیوزلند انجام داد.